# Daniel Müller (Politiker, 1928)

Daniel Müller (1971)

Daniel Müller (* 23. Februar 1928 in Balsthal; † 10. Januar 2019; heimatberechtigt in Balsthal) war ein Schweizer Politiker (FDP), der bis 1983 aktiv war.

## Leben

### Familie und Beruf

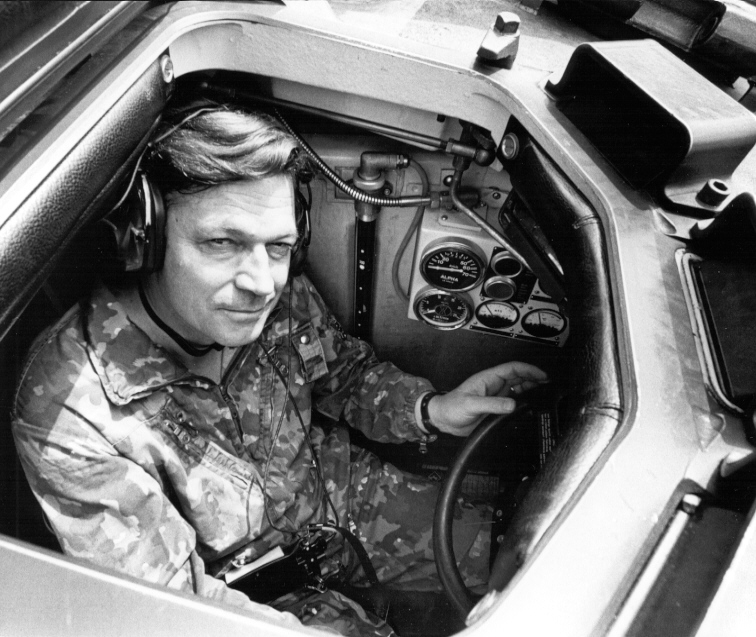
Daniel Müller 1979 in einem Panzer 68

Der katholisch getaufte, gebürtige Balsthaler Daniel Müller, Sohn des Kaufmanns Karl Müller und dessen Ehefrau Anna geborene Bobst, absolvierte nach seinem Pflichtschulabschluss eine kaufmännische Ausbildung. 1958 wurde Müller zum Inhaber des väterlichen Getränkehandels mit rund 30 Mitarbeitern in Balsthal ernannt. Im gleichen Jahr heiratete er. In der Schweizer Armee bekleidete Daniel Müller den Rang eines Obersten.

### Politischer Werdegang
Müller trat der Freisinnig-Demokratischen Partei bei und wurde 1965 in den Solothurner Kantonsrat gewählt, 1973 trat er zurück. 1967 wählte ihn das Solothurner Volk in den Nationalrat. Dort präsidierte er die Militär- und später die Geschäftsprüfungskommission, 1983 schied er aus dem Nationalrat aus. Daniel Müller versah darüber hinaus das Präsidentenamt der Kantonalpartei der FDP sowie jenes des kantonalen Gewerbeverbandes. Die 1979 erfolgte Kandidatur für den Ständerat war nicht erfolgreich.
Daniel Müller erwarb sich während der wirtschaftlichen angespannten 1970er Jahre insbesondere Verdienste um die Förderung der Entwicklung seines Wohnbezirks Thal. In seiner Funktion als Präsident der Regionalplanungsgruppe Thal setzte er sich erfolgreich für den Weiterbetrieb der Oensingen-Balsthal-Bahn ein.